# Grupo de Minsque
Grupo de Minsque (Minsk) foi criado em 1992 pela Conferência sobre a Segurança e a Cooperação na Europa (CSCE), agora Organização para a Segurança e Cooperação na Europa (OSCE), para encorajar a negociação entre o Azerbaijão e a Arménia no sentido de resolverem pacificamente o Conflito no Alto Carabaque.